# 波霍尼亞

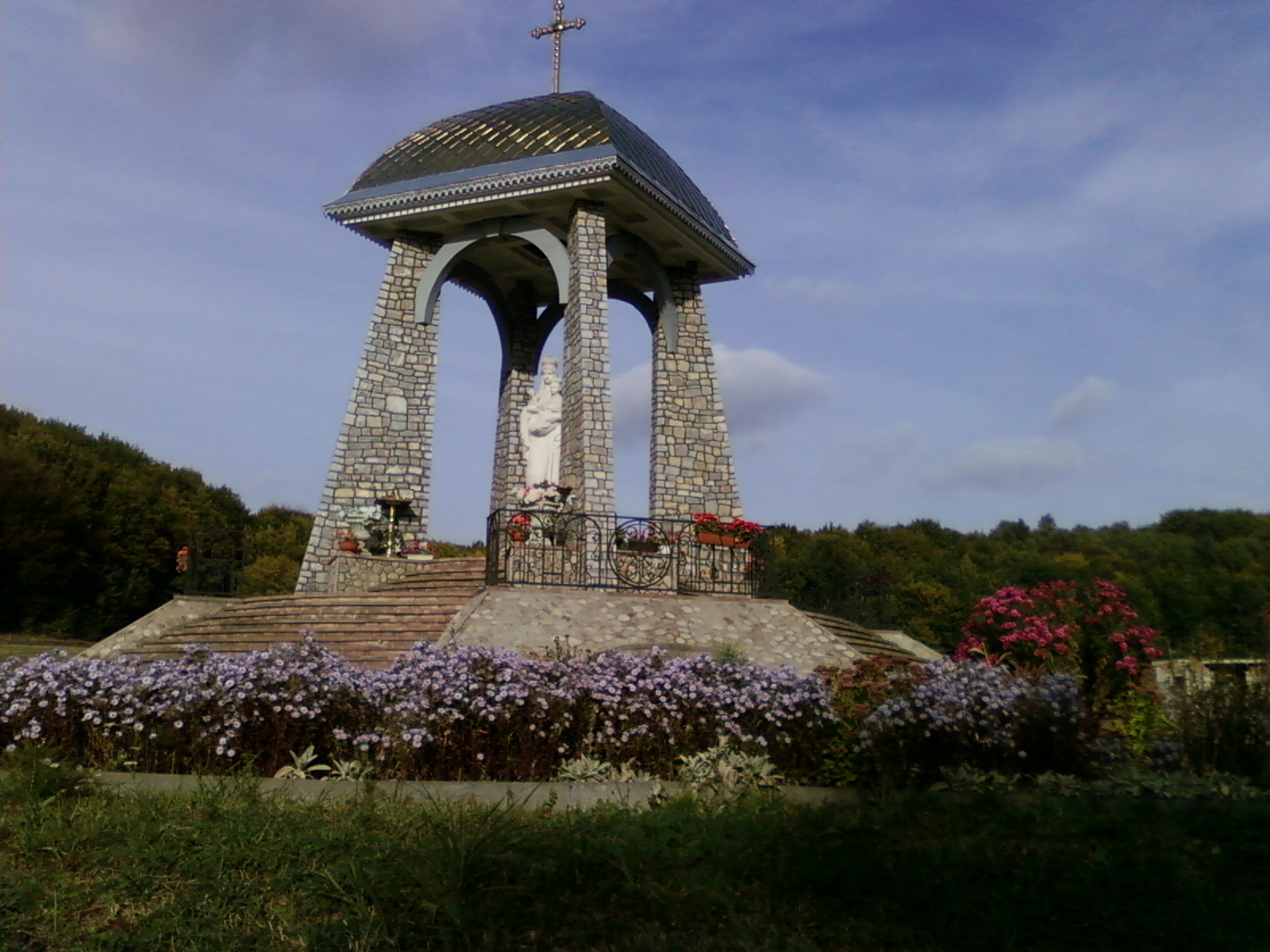

波霍尼亞（羅馬化：Pohoniia）是烏克蘭西部伊萬諾-弗蘭科夫斯克州伊萬諾-弗蘭科夫斯克區蒂斯梅尼察市鎮的村莊。該村始建於1634年，面積0.73平方公里，2001年人口235，人口密度每平方公里321.9人。
48°52′58″N 24°53′2″E / 48.88278°N 24.88389°E